# Feldkirch (Vorarlberg)
Pour les articles homonymes, voir Feldkirch.
Feldkirch est la seconde ville en nombre d'habitants du land autrichien du Vorarlberg et est aussi le chef-lieu du district de Feldkirch et le siège du diocèse de Feldkirch, érigé en 1968. Située à la frontière de la Suisse et de la principauté de Liechtenstein, c'est aussi la ville la plus occidentale d'Autriche.
Feldkirch est le siège de plusieurs institutions autrichiennes comme le tribunal régional du Vorarlberg, la direction des finances et la chambre des comptes du Vorarlberg, l'hôpital du Vorarlberg (de), le Conservatoire régional et le service de métrologie régional.

## Histoire
Du temps de la Rhétie romaine, il y avait à l'emplacement de la vieille ville (aujourd'hui quartier de l'Altenstadt) une localité du nom d'« ecclesia sancti Petri ad Campos ». Ce nom qui apparaît dans le « rätischen Urbar » (une liste de domaines datée de 842) est contemporain de la désignation de la future ville comme « Feldchiricha ». C'est en 1260, alors que Hugues de Montfort vient de faire édifier le château fort du Schattenburg, emblème de la ville, que Feldkirch reçoit la qualification de ville pour la première fois. Le dernier des comtes de Montfort-Bregenz, Rodolphe V († 1390), longtemps chanoine puis doyen du chapitre de Coire, et qui ne fut appelé à la tête du comté qu'après un mariage tardif et stérile, céda la ville et le comté en 1375 à la couronne d'Autriche, qui y délégua un vidame à partir de 1379. À l'occasion de cette cession, les bourgeois de Feldkirch s'arrangèrent pour obtenir une charte des libertés, dont la teneur se retrouve dans une lettre de doléances de 1376 ; libertés qu'ils entendaient mettre à profit sur le plan économique. Le commerce entre l'Italie et l'Allemagne fit la prospérité de la ville. Les ouvriers acquirent une telle influence qu'en 1405 ils étaient en mesure de s'opposer à l'oligarchie locale. La richesse de Feldkirch explique sans aucun doute son rayonnement culturel précoce : une école de latin y ouvrit ses portes dès 1399. Les Habsbourg administraient leurs fiefs de l'actuel Vorarlberg en alternance depuis le Tyrol et l'Autriche extérieure (c'est-à-dire l'actuelle Sarre). C'est à la fin du Moyen Âge, et particulièrement au cours des guerres de l'Appenzell (1405-1429), opposant les Habsbourg aux cantons confédérés de Saint-Gall et aux villages inféodés de l'Appenzell, que se dessina la carte des états de l'époque moderne. Les diverses alliances entre les villages et les villes (dont Feldkirch) avec les aristocrates d'Altstätten, Berneck et Marbach, ainsi qu'avec l'évêché de Saint-Gall et les paysans de l'Eschnerberg, jouèrent dans ce conflit un rôle décisif.

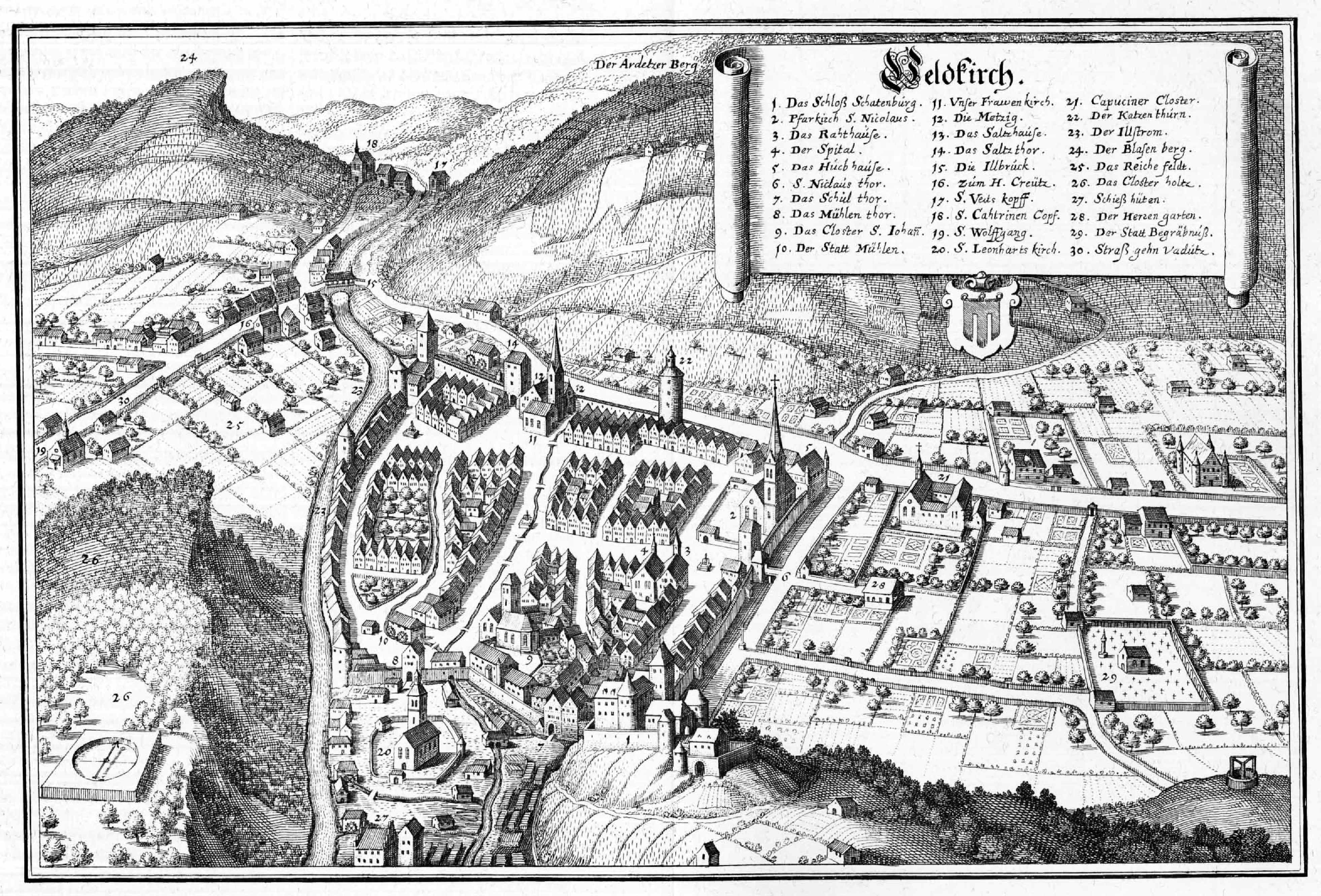
Feldkirch vers 1650, taille-douce de Merian.

La prise de Feldkirch en 1405 consacra la formation de la « ligue des cantons du lac », sur le modèle d'une confédération, la plus importante de cette époque. Celle-ci se développa rapidement, ralliant notamment Bludenz, Rankweil, Sax, Gaster et Toggenburg. Les assauts et le siège des places fortes des Habsbourg se succédaient rapidement dans le Tyrol, l'Allgäu et la Thurgovie ; ils se soldèrent par la destruction de nombreuses forteresses princières. Le 13 janvier 1408, la ligue des cantons défit la chevalerie autrichienne devant Bregenz. Par la suite, les fiefs disparus donnèrent naissance à de nouveaux territoires le long du Rhin.
Feldkirch absorba les faubourgs environnants de Levis, Altenstadt, Gisingen, Nofels, Tosters et Tisis en 1925.

## Institutions

### Tribunal
Le tribunal de Feldkirch est le seul de l'État du Vorarlberg, c'est-à-dire que le Vorarlberg est le seul état d'Autriche dont la capitale n'a pas de tribunal ! Cela s'explique par le fait que le tribunal de Feldkirch fut institué bien avant que le Vorarlberg ne devienne un état d'Autriche, avec Brégence pour capitale.

### Conservatoire régional
Ce conservatoire se trouve dans un bâtiment de la rive gauche de l'Ill, initialement prévu comme caserne. Cet édifice abrita à partir de 1900 un lycée privé, le Collège Stella Matutina, tenu par les jésuites : cet ordre missionnaire s'était établi à Feldkirch en 1649. Le lycée fut fermé par les nazis en 1938, puis converti en école d'administration du régime, et enfin en hôpital militaire. Le lycée rouvrit ses portes en 1946, et accueillit des élèves jusqu'en 1979. Le conservatoire a pris sa place graduellement à partir de 1977.

## Tourisme

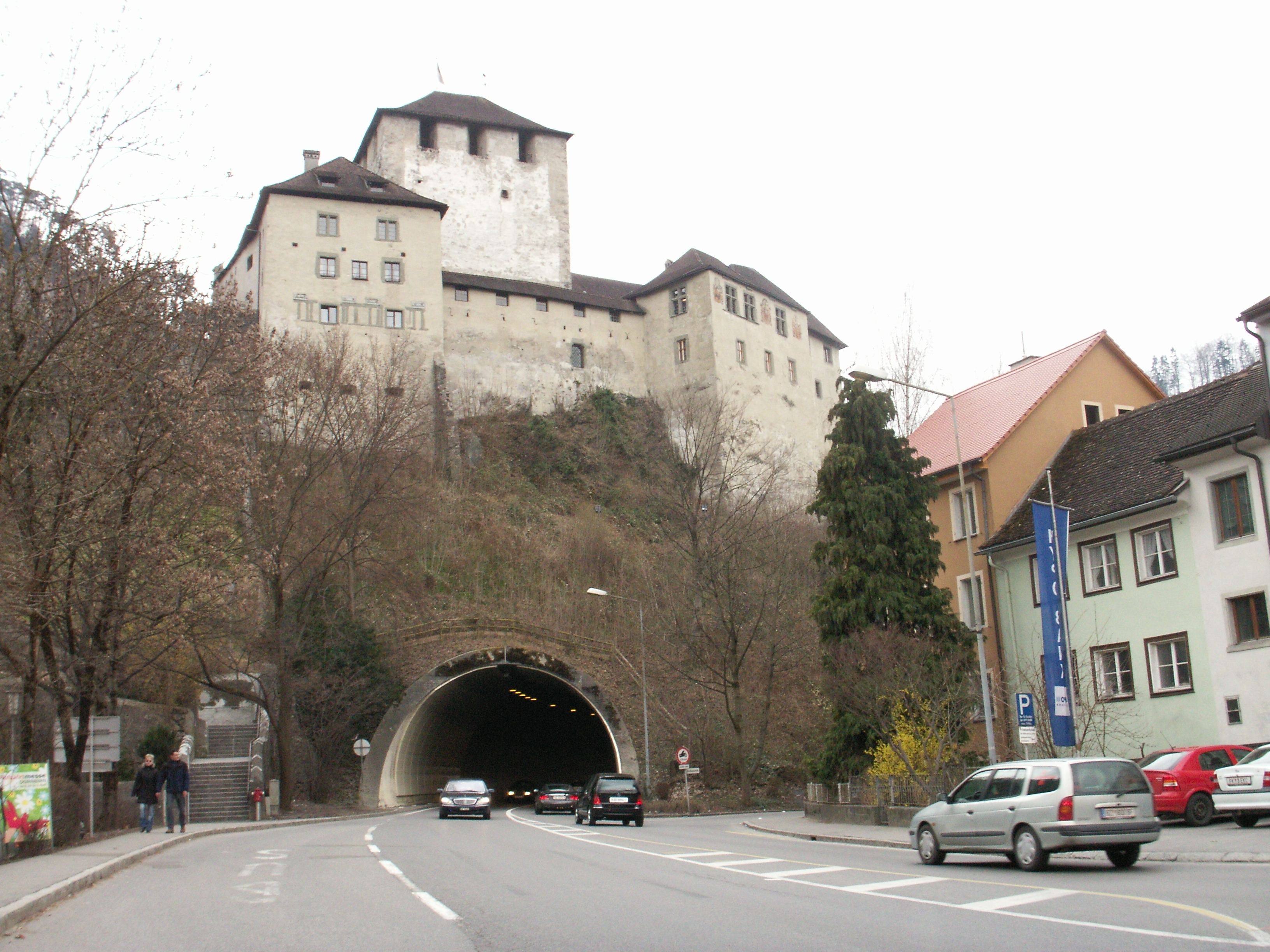
Le château de Schattenburg.

Feldkirch est la ville du Vorarlberg qui possède le plus de vestiges du Moyen Âge.
- Le château de Schattenburg fut la résidence des comtes de Montfort jusqu'en 1390. Sa construction fut amorcée vers 1230 sous le règne de Hugues Ier de Montfort, le fondateur de la ville. Les remparts et les tours du château ne furent achevés que sous le règne du comte Frédéric de Toggenburg (1416-1436) et sous l'administration du vidame Hans de Königsegg au XVe siècle. Il a été fini de construire en 1260. Après la suppression de l'office de vidame, le château fut à plusieurs reprises voué à la destruction et, en 1813, il fallut même le démanteler. La ville racheta finalement la forteresse en 1825 pour la somme de 833 florins. Le Schattenburg servit alors de caserne puis d'asile de déshérités. Le château doit sa renaissance à la création d'une « association du patrimoine pour le musée de Feldkirch et ses environs » en 1912. Le rez-de-chaussée est aménagé comme un château médiéval, et le premier étage abrite le musée du patrimoine, qui accueille chaque année environ 25 000 visiteurs.
- La cathédrale Saint-Nicolas, siège du diocèse de Feldkirch depuis 1968, est nommée pour la première fois en 1287. L'édifice, de style roman à l'origine, fut gravement endommagé par des incendies (en 1348, 1398, 1460). L'édifice actuel, de style gothique, fut achevé en  1478. C'est la plus grande cathédrale de tout le Vorarlberg, sa cathèdre en fer forgé est enchâssée sur un ancien  confessionnal.
- La tour aux chats (Katzenturm), un campanile à huit étages, fut érigée entre 1491 et 1507 lors de la fortification de la ville sous le règne de l'empereur Maximilien Ier. Au XVIIe siècle, on la rehaussa d'un clocher pour y monter la plus grosse cloche du Vorarlberg. La tour portait une statue de la vierge Marie, qui fut restaurée au XIXe siècle par Florus Scheel. Elle tire son nom des chats qu'on entreposait dans cet édifice.
- Palais Liechtenstein (on y trouve notamment un office de tourisme et des dépliants en plusieurs langues).
- Arsenal.
- Anciens remparts (avec la « porte de Coire »).
- Le château de Toster.
- La vieille ville.
- Le parc sauvage à Ardetzenberg (en libre accès).

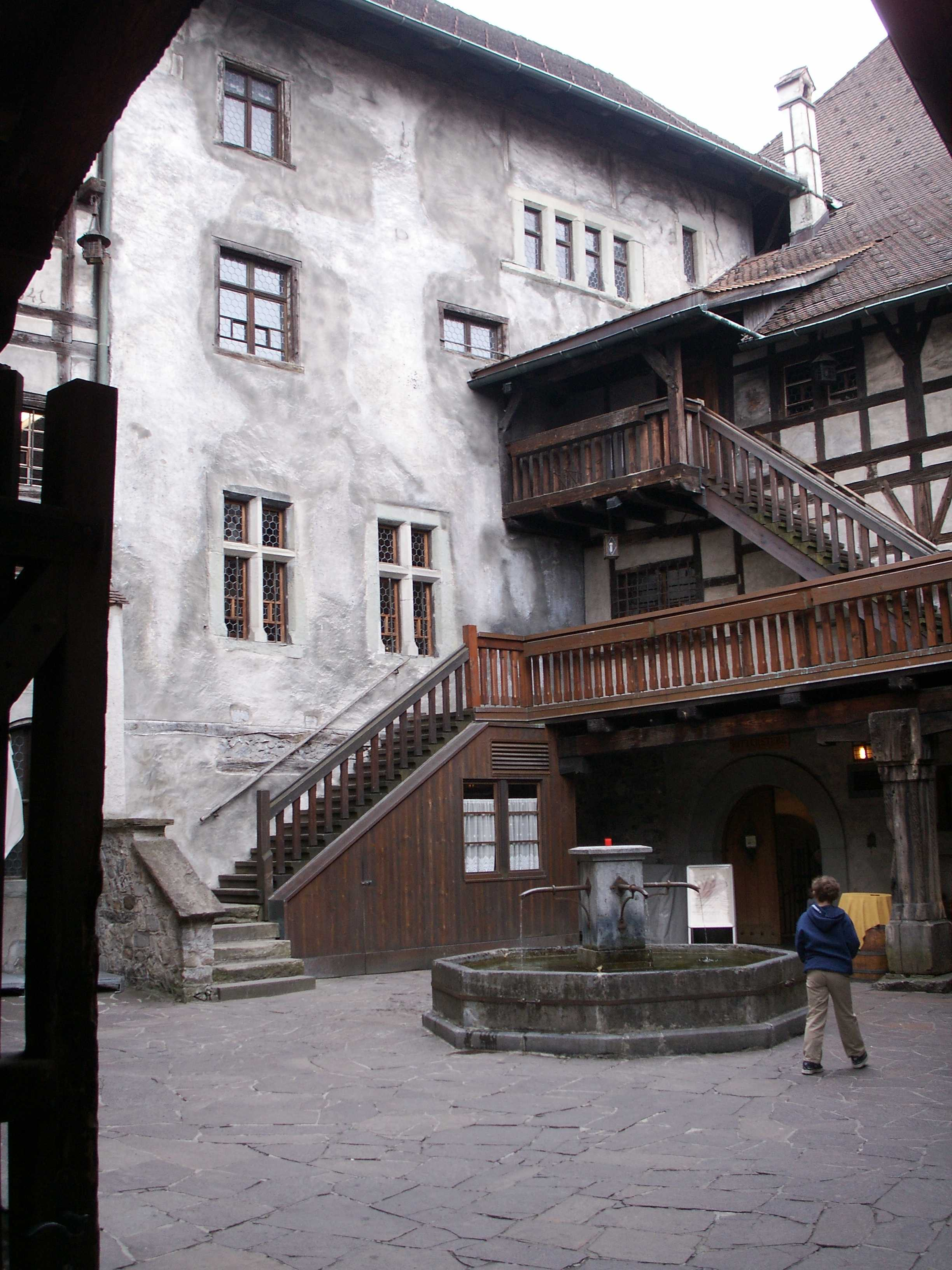
Le château fort.
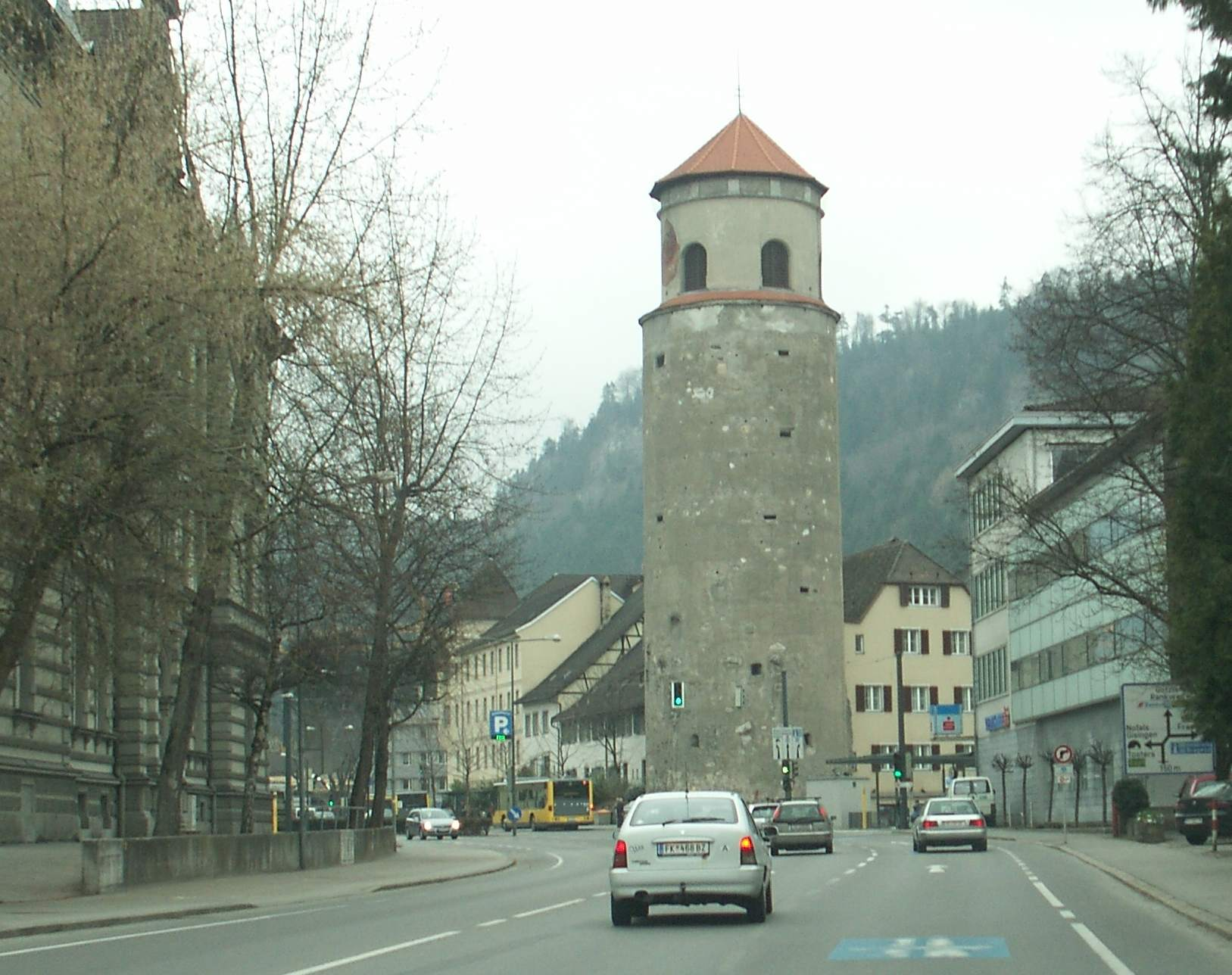
La « tour des Chats ».
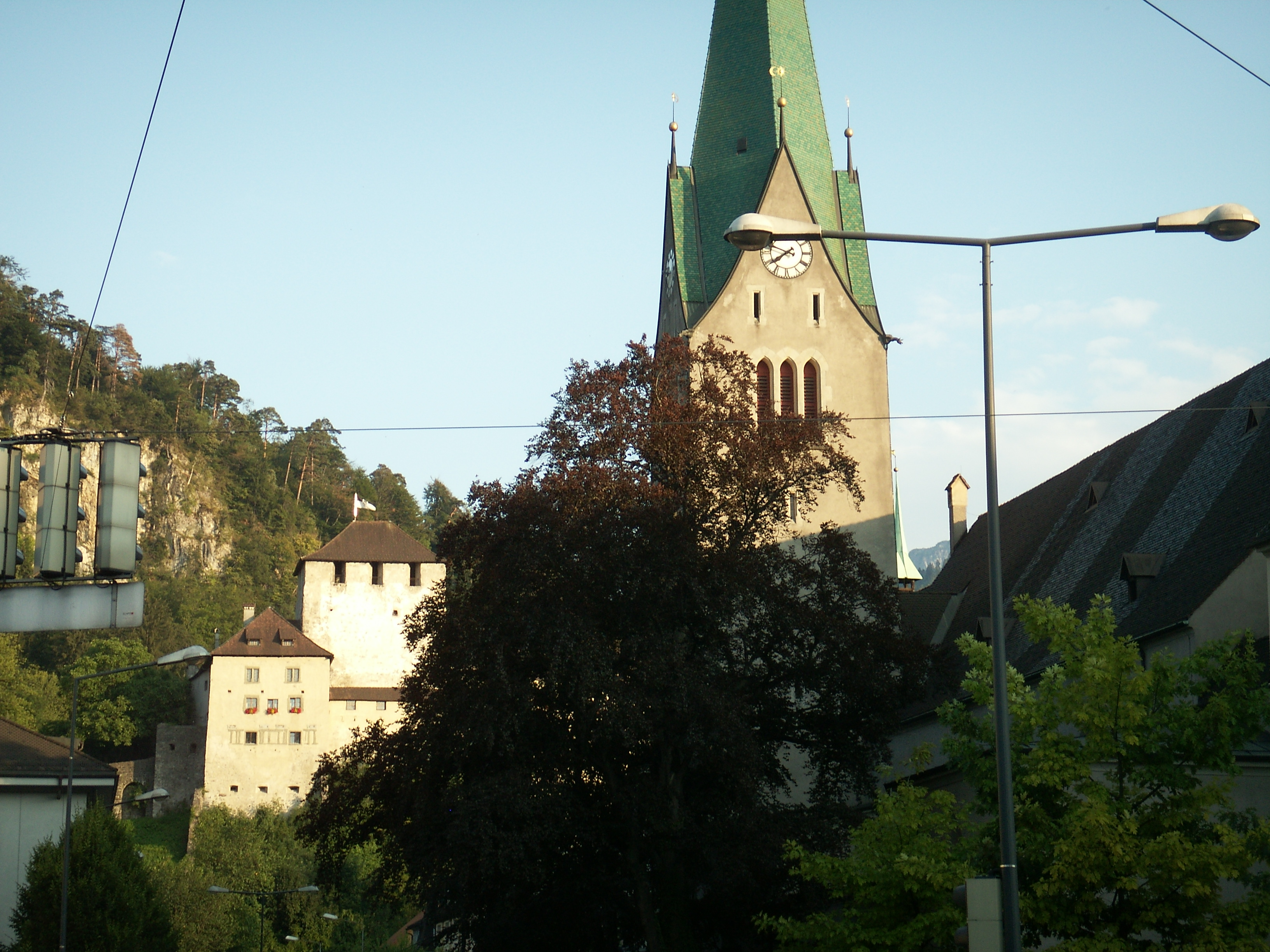
Le château fort et la cathédrale.
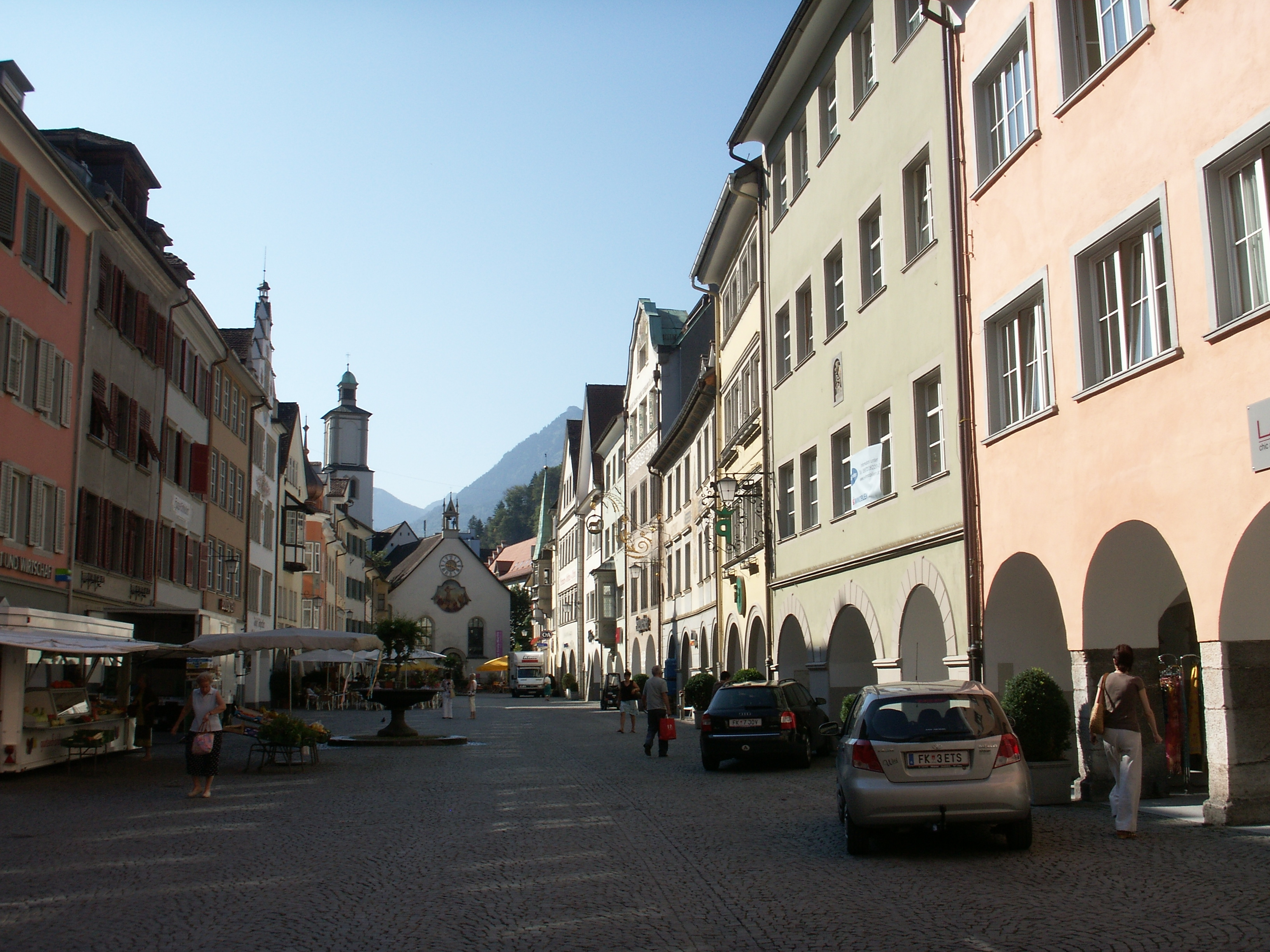
La place du marché.
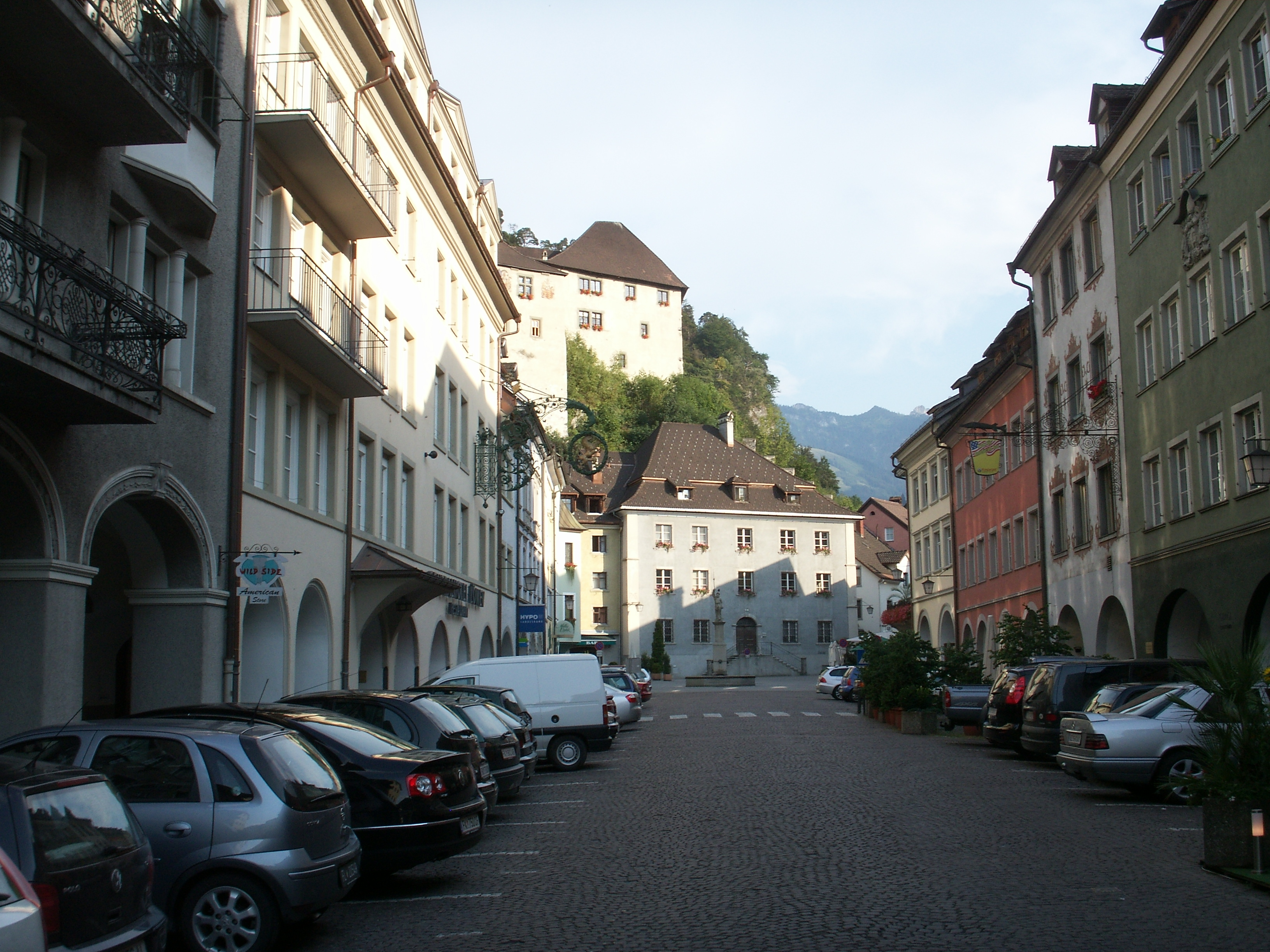
Le quartier de Neustadt.
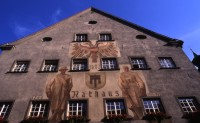
L'hôtel de ville de Feldkirch.
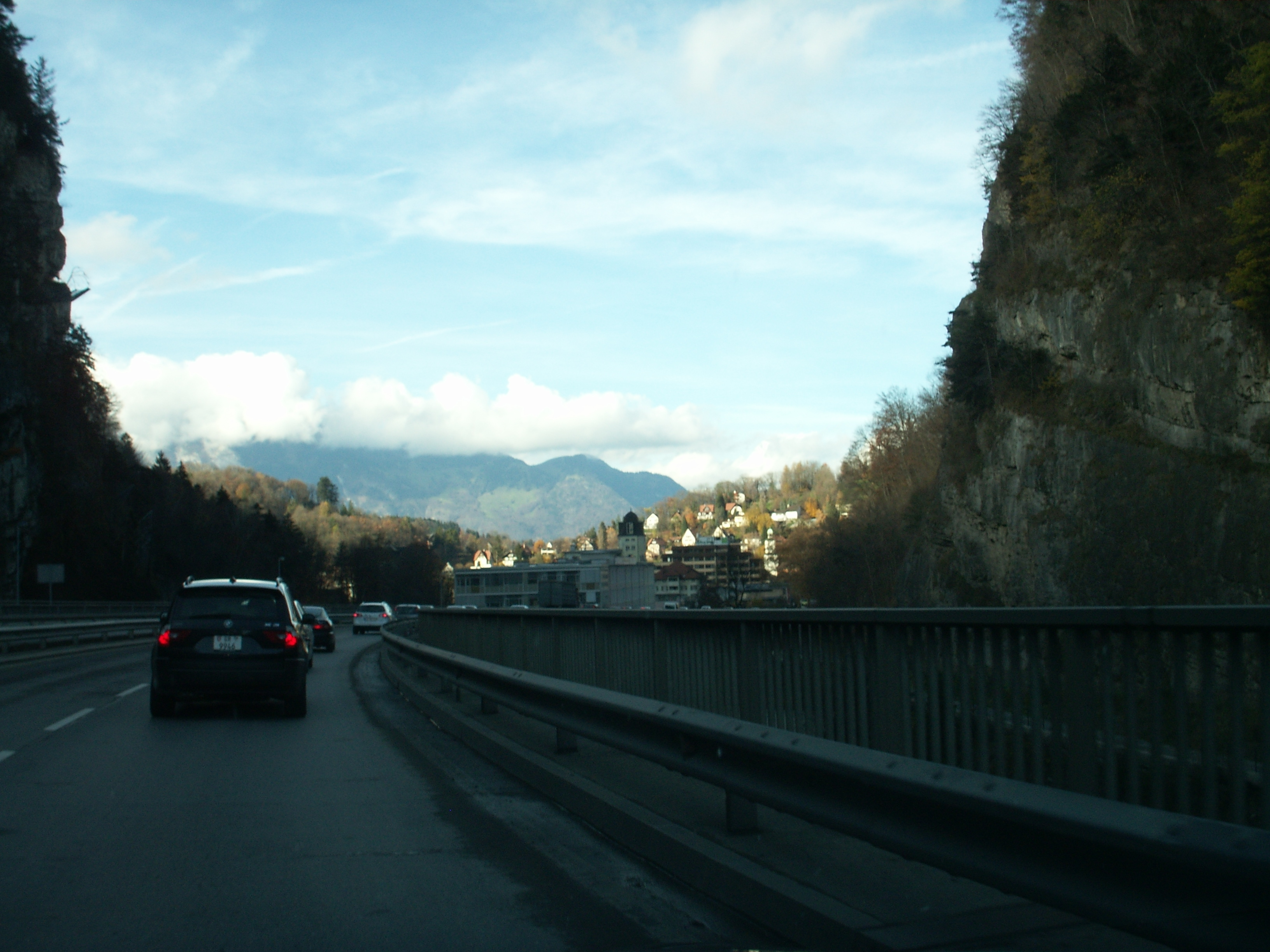
La haute Illschlucht.
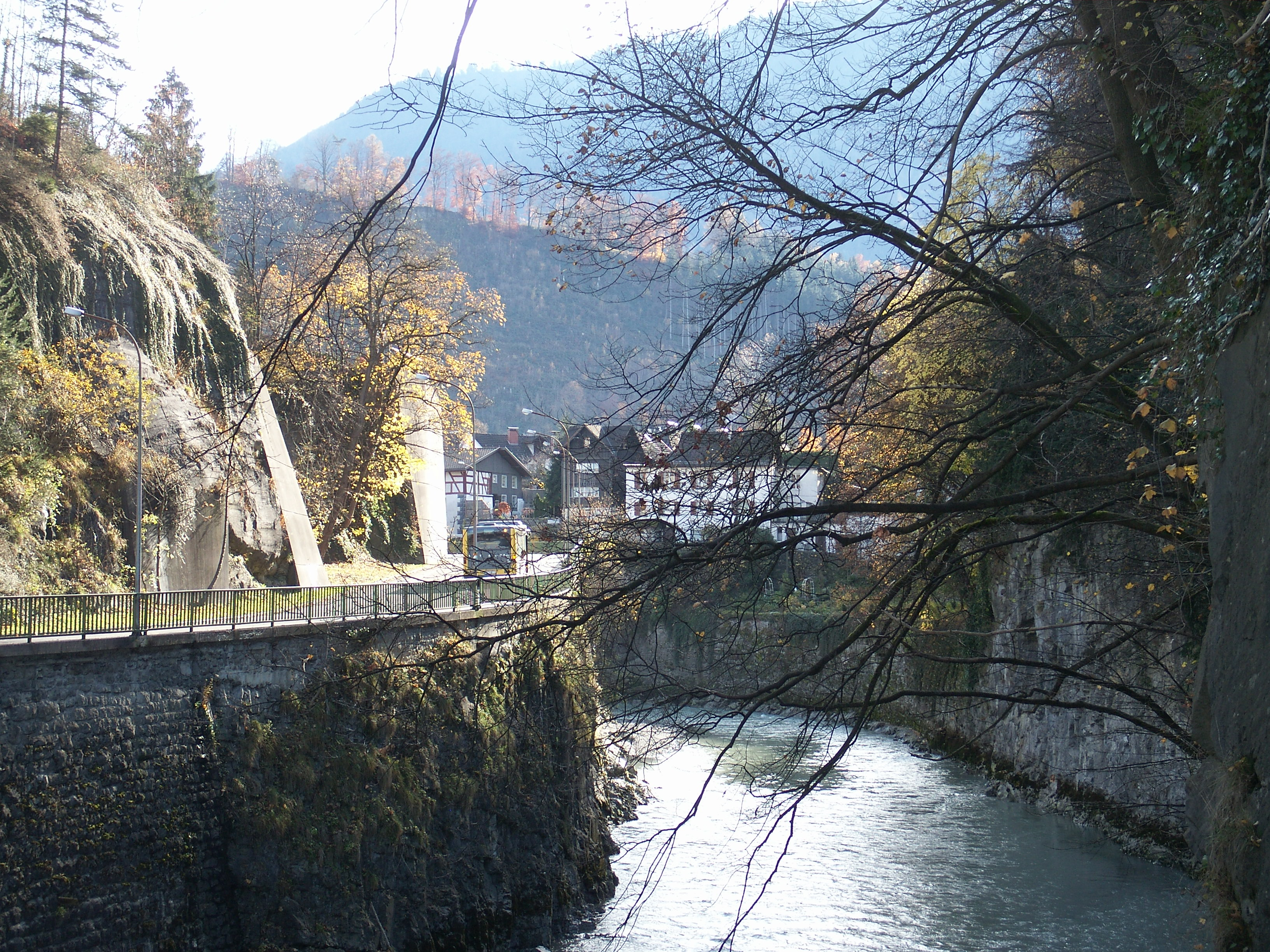
La basse Illschlucht.
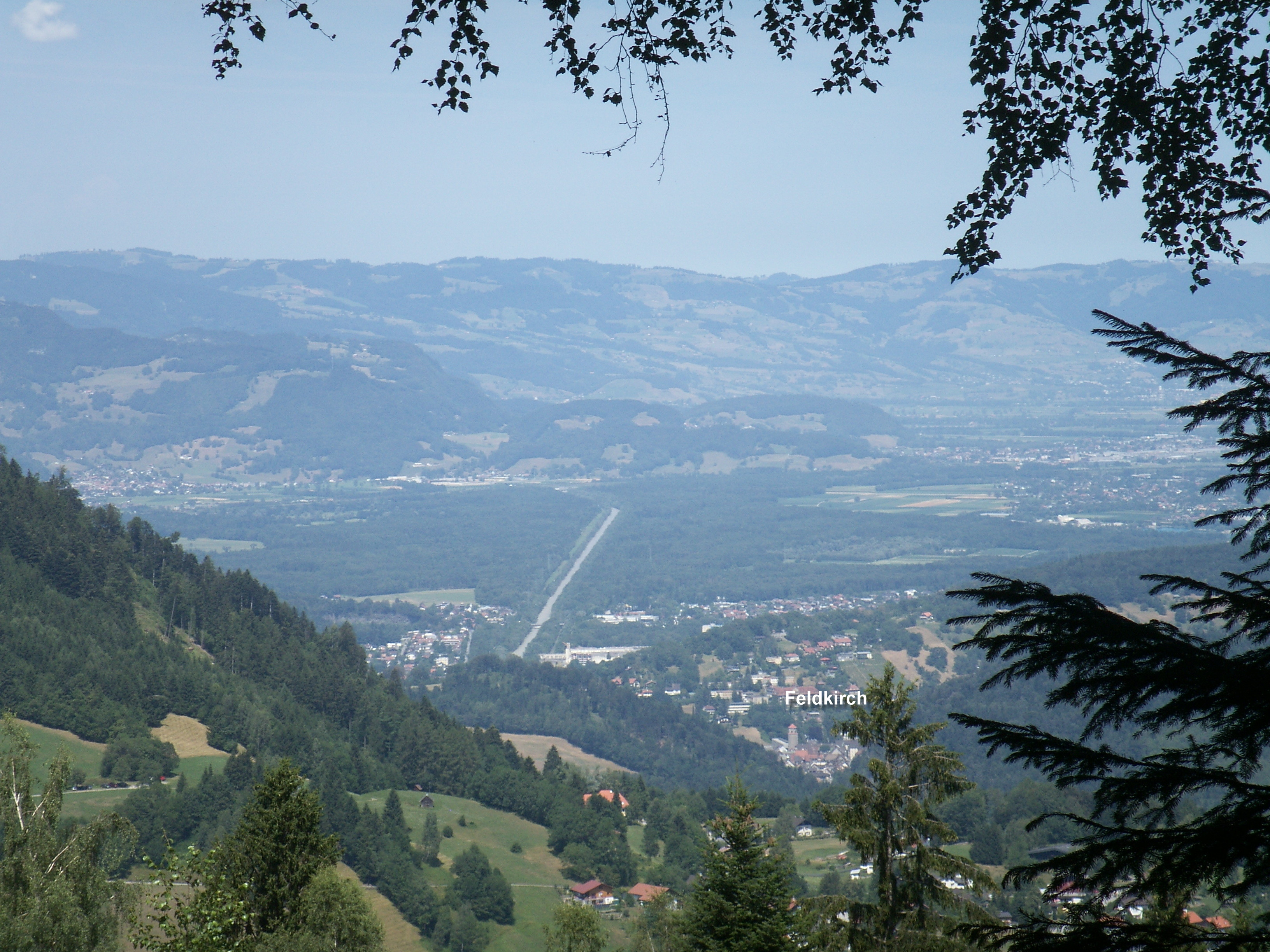
Panorama depuis Gurtis.
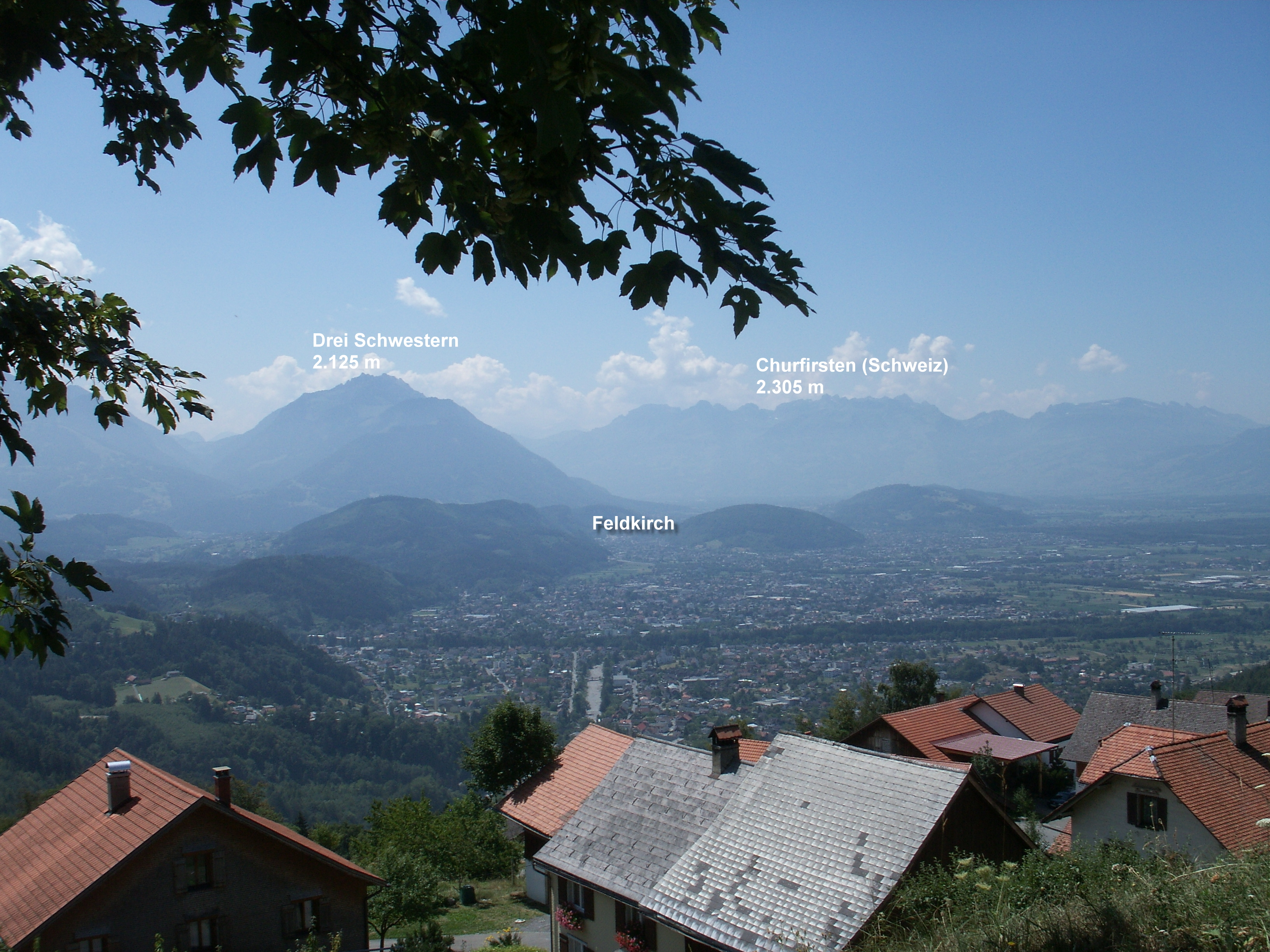
Panorama depuis le mont Victor.

## Quartiers
| Quartier   | Nombre d'habitants | Position                    |
| ---------- | ------------------ | --------------------------- |
| Feldkirch  | 3 203              | 47° 15′ 03″ N, 9° 34′ 54″ E |
| Altenstadt | 4 971              | 47° 15′ 32″ N, 9° 37′ 06″ E |
| Gisingen   | 8 662              | 47° 15′ 32″ N, 9° 35′ 49″ E |
| Levis      | 2 419              | 47° 15′ 01″ N, 9° 36′ 42″ E |
| Nofels     | 3 793              | 47° 15′ 17″ N, 9° 34′ 34″ E |
| Tosters    | 5 426              | 47° 14′ 18″ N, 9° 34′ 40″ E |
| Tisis      | 5 034              | 47° 13′ 34″ N, 9° 34′ 55″ E |

(chiffres au 31 décembre 2012)

## Économie et infrastructure

### Moyens de transport
Feldkirch possède depuis 1993 un service de bus-navette comprenant huit lignes. La ville est aussi desservie par les lignes 56, 59, 60, 67, 68, 70, 71 et 73 du Vorarlberg et par les lignes 11, 14 et 36 du réseau Liechtenstein Bus. La gare de Feldkirch est un carrefour important entre Vienne et Zurich. Des trains circulent quotidiennement entre Feldkirch et Vienne. Un quai de chargement pour les véhicules est adjacent à la gare tant pour la Capitale que pour Graz. Le réseau ferré du S-Bahn relie Feldkirch aux autres villes du Vorarlberg, au Liechtenstein et à Buchs, ville- frontière suisse d'importance.

### Entreprises locales
Au 15 mai 2001 on dénombrait à Feldkirch 1 464 entreprises - dont les cinq plus importantes emploient plus de 200 salariés - soit 13 146 salariés.
- Bachmann Electronic
- Vorarlberg Milch
- Lingenhöle Technologie
- Stadtwerke Feldkirch
- KSW Tankstellen- und Industrieanlagenbau
- Gebäudereinigung Bauer
- Hôpital régional de Feldkirch
- Xactdata software gmbh

## Écoles
- Lycée fédéral de Feldkirch (fondé en 1649)
- Lycée professionnel de Feldkirch et Lycée professionnel de la Schillerstrasse (GYS)
- École de commerce de Feldkirch
- Institut Saint-Josef
- École de musique de Feldkirch
- Conservatoire régional du Vorarlberg
- IUFM fédéral du Vorarlberg
- Institut culturel pour la psychopédagogie, Institut Saint-Josef
- École d'élèves infirmiers

## Politique et administration

### Élections municipales de 2020
| Partis                    | Partis                                                 | Voix   | %     | +/-  | Conseillers | +/- |
| ------------------------- | ------------------------------------------------------ | ------ | ----- | ---- | ----------- | --- |
|                           | Parti populaire autrichien (ÖVP)                       | 4 111  | 40,48 | 7,34 | 15          | 3   |
|                           | Les Verts - L'Alternative verte (Grünen)               | 2 436  | 23,99 | 4,80 | 9           | 2   |
|                           | Parti de la liberté d'Autriche (FPÖ)                   | 1 847  | 18,19 | 0,88 | 6           | 0   |
|                           | NEOS - La nouvelle Autriche et le Forum libéral (NEOS) | 826    | 8,13  | 1,06 | 3           | 1   |
|                           | Parti social-démocrate d'Autriche (SPÖ)                | 609    | 6,00  | 0,41 | 2           | 0   |
|                           | WIR - Plateform pour la famille et les enfants         | 327    | 3,22  | 0,19 | 1           | 0   |
|                           |                                                        |        |       |      |             |     |
|                           |                                                        |        |       |      |             |     |
| Suffrages exprimés        | Suffrages exprimés                                     | 10 156 |       |      |             |     |
| Votes blancs et invalides |                                                        |        |       |      |             |     |
| Total                     | Total                                                  |        | 100   | -    | 36          | 0   |
| Abstentions               |                                                        |        |       |      |             |     |
| Inscrits / participation  |                                                        |        |       |      |             |     |

## Sport
- VEU Feldkirch
- Le comité d'arbitrage de football d'Autriche siège à Feldkirch. En 1874 des étudiants anglais du lycée « Stella Matutina » y firent connaître ce sport.

## Jumelages
- Whitby (Canada)
- Sigmaringen (Allemagne) depuis 1996

## Culture

### Bibliothèques de Feldkirch
La Bibliothèque municipale (Stadtbibliothek) se trouve au Palais Liechtenstein, à l'adresse : Schlossergasse 8, 68 000 Feldkirch.
- Site de la bibliothèque municipale de Feldkirch

- Catalogue de la bibliothèque municipale de Feldkirch

D'autres bibliothèques se trouvent à Feldkirch, ainsi toujours au Palais Liechtenstein, on peut trouver la bibliothèque de la Chambre de travail (Arbeitkammer - Bibliothek).

### Festival Poolbar
Depuis 1994, le festival Poolbar se consacre à la musique pop, à la mode, à l’architecture et au design, par des concerts, des courts métrages, des cabarets, du slam ou des performances de mode. Il a lieu pendant 6 semaines en juillet et en août. Il attire quelque 20 000 visiteurs, dans l’ancienne piscine située près du centre-ville. Un concours d’architecture est ouvert tous les ans pour l’aménagement temporaire des salles et des alentours. En 2014, ce festival ambitieux a obtenu le Prix artistique autrichien.

### James Joyce
Depuis le Bloosmday de 1994 (fête irlandaise du 16 juin qui célèbre la vie de James Joyce), on peut lire dans l’entrée de la gare de Feldkirch une citation de James Joyce qui souligne le lien particulier entre l’écrivain irlandais et la ville. Grâce à d’influents amis, James Joyce, qui était considéré en 1915 comme « étranger ennemi » dans le contexte de la guerre, put émigrer en Autriche avec sa compagne Nora Bernacle et leurs deux enfants, pendant que son frère Stanislaus Joyce était emprisonné à Triest. Lors du passage de la frontière à Feldkirch, il s’en est fallu de peu pour que Joyce ne soit aussi emprisonné, c’est pourquoi l’écrivain dit que le destin de son roman Ulysse s’est décidé à la gare. En été 1932, son amitié avec le couple d’éditeurs Maria et Eugène Jolas, le ramena à nouveau à Feldkirch, où il a travaillé pendant trois semaines à l’hôtel Löwen. Pour faire connaître ce lien entre la ville et James Joyce, deux plaques commémoratives ont été installées en 1994 à la gare et à l’hôtel et un symposium Joyce a été organisé. 

### Montforterhaus
La maison Montfort (« das Montforthaus ») entièrement rénovée a ouvert ses portes à Feldkirch en janvier 2015, comme centre de la culture et des congrès. D’une surface totale de 37 000 m², le bâtiment moderne qui s’intègre à la vieille ville a obtenu en avril 2015 une distinction dans le cadre du « Vorarlberger Bauherrenpreis » (Prix des maîtres d’ouvrage du Vorarlberg). L’office du tourisme de la ville y a ses locaux. Le nouveau bâtiment peut s’adapter à des manifestations culturelles de différentes envergures : concerts symphoniques, foires, conférences, fêtes… et accueillir jusqu’à 3 000 spectateurs. Le Montforthaus accueille un cycle de manifestations musicales appelé « Montforter Zwischentöne », qui a se déroule sur trois week-ends dans l’année. 

### Lichtstadt Feldkirch
Lichtstadt Feldkirch est un festival des lumières qui se déroule dans le centre-ville de Feldkirch. Cet évènement a connu sa première édition du 03 au 06 octobre 2018 à l’occasion du 800e anniversaire de la ville. C’est un festival de light art (littéralement « art lumineux » en anglais) est un art visuel dont le principal moyen d'expression est la lumière. La ville accueille des artistes internationaux qui utilisent comme support de projection les bâtiments historiques de la vieille ville ou y installent des œuvres qui émettent de la lumière pour créer dans des dispositifs artistiques audiovisuels.

### POTENTIALe
Le POTENTIALe Messe & Festival est un évènement multiculturel qui regroupe à la fois un festival et une foire centrées sur l’art, l’artisanat, la photographie et le design. L’évènement souhaite mettre en avant la relation étroite entre le produit et le designer - avec des chaînes de production durables, des matériaux et des produits délibérément choisis dans un processus équitable. L'orientation interdisciplinaire et l'expansion constante du programme avec des conférences, des ateliers, des groupes de discussion sur l’architecture, des expositions de photographie ou la projection de films font de l'événement un lieu de rencontre de publics très variés.

### Montforter Zwischentöne
Le festival de musique Montforter Zwischentöne, les nuances de Montfort, se déroule depuis février 2015, sous la forme d'une série d'événements répartis sur trois week-ends dans l'année. Chacune des éditions est consacrée et se développe autour d'un thème principal qui mêle musique et philosophie. On compte parmi les lieux où se déroulent les concerts et évènements la Montforthaus FeldkirchJohanniterkirche (de) et l'ancienne piscine couverte du Collège Stella Matutina de Feldkirch. Le concours Hugo est organisé chaque année dans le cadre du festival, il s'agit d'un concours international d'étudiants pour de nouveaux formats de concerts.

## Célébrités
- Bartholomäus Bernhardi (1487-1551), théologien luthérien.
- Georg Joachim Rheticus (1514-1574), mathématicien et astronome.
- Theodor Escherich - (1857-1911) médecin et microbiologiste, a découvert la bactérie Escherichia coli en 1885.
- Karl Bleyle (1880-1969), musicien et compositeur.
- Hilde Meisel (1914-1945), résistance antinazie est abattue à proximité de Feldkirch au retour d'une mission. Elle y est inhumée
- Wiltrud Drexel (1950-), skieuse.
- Natalie Uher (1968-), Playmate de Playboy (édition germanophone) en septembre 1984, actrice (entre autres dans Emmanuelle 6 (1988)).
- Katharina Liensberger (1997-), skieuse alpine